# Tournoi final PSA World Series masculin 2017
Le Tournoi final PSA World Series masculin 2017 est l'édition masculine 2017 des finales de squash PSA World Series (dotation 160 000 $).
Les huit meilleurs joueurs de la saison 2016-2017 (saison de septembre 2016 à mai 2017) sont qualifiés pour l'événement qui se déroule à Dubaï aux Émirats arabes unis du 6 au 10 juin 2017.
Mohamed El Shorbagy l'emporte en finale face à James Willstrop.

## Têtes de série
1. Karim Abdel Gawad (demi-finale)
2. Grégory Gaultier (1er tour)
3. Mohamed El Shorbagy (champion)
4. Marwan El Shorbagy (1er tour)
5. Nick Matthew (1er tour)
6. James Willstrop (finale)
7. Simon Rösner (demi-finale)
8. Ali Farag (1er tour)

## Poules
| Marwan El Shorbagy | 11 | 11 | 11 | - | 13 | 8 | 7  | Nick Matthew |
| Karim Abdel Gawad  | 9  | 11 | 7  | - | 11 | 8 | 11 | Simon Rösner |

| Karim Abdel Gawad  | 11 | 11 |    | - | 7 | 6  |   | Nick Matthew |
| Marwan El Shorbagy | 11 | 4  | 11 | - | 8 | 11 | 6 | Simon Rösner |

| Nick Matthew      | 11 | 8  |  | - | 13 | 11 |  | Simon Rösner       |
| Karim Abdel Gawad | 11 | 12 |  | - | 7  | 10 |  | Marwan El Shorbagy |

| Rang | Joueur             | Match | G | P | Jeux |
| ---- | ------------------ | ----- | - | - | ---- |
| 1    | Karim Abdel Gawad  | 3     | 2 | 1 | 5    |
| 2    | Simon Rösner       | 3     | 2 | 1 | 5    |
| 3    | Marwan El Shorbagy | 3     | 2 | 1 | 4    |
| 4    | Nick Matthew       | 3     | 0 | 3 | 1    |

| Mohamed El Shorbagy | 11 | 11 |  | - | 8  | 9  |  | James Willstrop |
| Grégory Gaultier    | 5  | 7  |  | - | 11 | 11 |  | Ali Farag       |

| Grégory Gaultier    | 9 | 4  |    | - | 11 | 11 |    | James Willstrop |
| Mohamed El Shorbagy | 8 | 11 | 12 | - | 11 | 8  | 10 | Ali Farag       |

| James Willstrop  | 4  | 11 | 11 | - | 11 | 9  | 6 | Ali Farag           |
| Grégory Gaultier | 10 | 7  |    | - | 12 | 11 |   | Mohamed El Shorbagy |

| Rang | Joueur              | Match | G | P | Jeux |
| ---- | ------------------- | ----- | - | - | ---- |
| 1    | Mohamed El Shorbagy | 3     | 3 | 0 | 6    |
| 2    | James Willstrop     | 3     | 2 | 1 | 4    |
| 3    | Ali Farag           | 3     | 1 | 2 | 4    |
| 4    | Grégory Gaultier    | 3     | 0 | 3 | 0    |

## Tableaux et résultats
|  | Demi-finales | Demi-finales        | Demi-finales        | Demi-finales | Demi-finales | Demi-finales | Demi-finales    |    |   | Finale | Finale | Finale | Finale | Finale | Finale | Finale |
|  |              |                     |                     |              |              |              |                 |    |   |        |        |        |        |        |        |        |
|  | 1            | Karim Abdel Gawad   | 12                  | 6            |              |              |                 |    |   |        |        |        |        |        |        |        |
|  | 6            | James Willstrop     | 14                  | 11           |              |              |                 |    |   |        |        |        |        |        |        |        |
|  | 6            | James Willstrop     | 14                  | 11           |              | 6            | James Willstrop | 10 | 9 | 8      |        |        |        |        |        |        |
|  |              |                     |                     |              |              |              |                 | 10 | 9 | 8      |        |        |        |        |        |        |
|  |              | 3                   | Mohamed El Shorbagy | 12           | 11           | 11           |                 |    |   |        |        |        |        |        |        |        |
|  | 7            | 3                   | Mohamed El Shorbagy | 12           | 11           | 11           | Simon Rösner    | 11 | 8 | 12     |        |        |        |        |        |        |
|  | 7            |                     |                     |              |              |              | Simon Rösner    | 11 | 8 | 12     |        |        |        |        |        |        |
|  | 3            | Mohamed El Shorbagy | 9                   | 11           | 14           |              |                 |    |   |        |        |        |        |        |        |        |